# Ідефікс і неприборкані
Ідефікс і неприборкані (фр. Idéfix et les Irréductibles) — це французький 52-серійний мультсеріал, кожна серія якого триває по 11 хвилин. Сюжет заснований на роботах Рене Ґосінні та Альбера Удерзо, режисером проєкту став Шарль Воселль, прем'єра якого відбулася 2 липня 2021 на платформі Okoo, 28 серпня по France 4, 22 серпня 2022 на M6. В Україні транслювався на телеканалі ПлюсПлюс.
Мультсеріал створено за мотивами однойменного коміксу.
Події розгортаються за два роки до того, як Ідефікс зустрів Обелікса і його друга Астерікса біля м'ясної крамниці у п'ятому випуску коміксів про Астерікса «Великий бенкет».

## Сюжет
52 рік до н.е. Римляни захопили всю Лютецію. Всю? Ні! Зграйка неприборканих тварин під проводом песика Ідефікса продовжує запеклий опір завойовникам.

## Епізоди
1. Гикають, але не здаються
2. Лаб'єнусе, від нас іди!
3. Справа корсиканця
4. Замурзана Турбіна
5. Мармурова сова
6. Іберійка в місті
7. Юшка по-римському
8. Неприборкані на арені цирку
9. Битва з млином
10. Лютеція II
11. Лютеціанський звір
12. Пекельна голуб'ятня
13. М'яч Шевротіни
14. Пробудження Лютеції
15. Бронзовий Лаб'єнус
16. Патруль Галлії
17. Ночилітиксове зілля
18. Статуетка Клеопатри
19. Любов-і-Мир
20. Історія з яйцем
21. Нетерпляча Турбіна
22. Битва в катакомбах
23. Галльські парфуми
24. Крадії кольє
25. Фальшиві ноти для римлян
26. Фермерський форум
27. Свисток без кісток
28. Вебзіна покидає гніздечко
29. Летуче каміння
30. Бунтар ковбасник
31. Портрет Лаб'єнуса
32. Моналіза губить усмішку
33. Торквес Турбіни
34. Дивні крадіжки в Лутеції
35. Парфуми для Ідефікса
36. Невидима Турбіна
37. За нами стежать голуби
38. Манія величності
39. Римська спека
40. Операція "Куркосмажікс"
41. Лісові духи
42. Безсонна ніч у Лютеції
43. Римське зілля
44. Чорна хмара
45. Меч Камулогена
46. Канігус, завжди захочеш ще!
47. Свято Тутатіса
48. Ворог собак №1
49. Сосиски для Ненажерикса
50. Крихти та ігри
51. Неприборкане зерня
52. Побоїще в Лютеції

## Список персонажів мультсеріалу

### Галли
Неприборканні  — (фр. les Irréductibles) команда галльських тварин, які чинять опір римській окупаційній владі романізувати Лютецію. Складається з таких офіційних членів: 3-х собак - Ідефікса, Ненажерикса і Турбіни, кішки Теревені, пугача Ночілітикса і старого голуба Асматікса.
- Ідефікс—(фр. Idéfix)(в інших українських перекладах Догматікс через англ. Dogmatix) — собака малого розміру білого кольору з чорними плямами. У команді неприборканних виконує роль лідера. Володіє найгострішим нюхом у команді (може навіть визначити які приправи були додані до ковбаси). Попри низький зріст він своїм розумом і кмітливістю з будь якої ситуації може вийти (що нагадують риси Астерікса).  Воліє діяти обережніше і обдумати кожну дію, через що свариться зі своїм другом Ненажериксом, який постійно рветься вперед не подумавши головою. Ненавидить коли рублять дерева і коли його називають дрібнотою. Він має акрофобію.